# Kanonade
Kanonade bezeichnet einen andauernden, in der Regel einseitigen, Beschuss gegnerischer Truppenteile, ihrer Stellungen oder von Ortschaften durch Geschütze. Im Gegensatz dazu erfolgt bei einem Artillerieduell ein gegenseitiger Beschuss.
Der Dichter Johann Wolfgang von Goethe berichtet über die Kanonade von Valmy am 20. September 1792.
Im übertragenen Wortsinn bedeutet der Begriff eine „Bombardierung“ mit Schreiben, Anträgen, Stellungnahmen usw. weit über das normale Maß hinaus.